# Marielies Riebesel
Marielies Riebesel (* 20. Juni 1934 in Bombeck; † 5. März 2015 in Halle (Saale)) war eine deutsche Textilkünstlerin, Malerin und Grafikerin.

## Leben und Wirken
Marielies Riebesel wuchs in Bombeck bei Salzwedel in der Altmark auf, von 1953 bis 1959 studierte sie bei Kurt Bunge, Irmgard Glauche  und Willi Sitte an der Burg Giebichenstein in Halle (Saale), heute Hochschule für Kunst und Design, Malerei und Textilgestaltung.
Nach dem Studium war sie von 1961 bis 1965 als Gestalterin in den Halleschen Werkstätten für Textilerzeugnisse HAWEBA tätig. Seit 1965 arbeitete sie freischaffend als bildende Künstlerin.
Sie war bis 1990 Mitglied des Verbands Bildender Künstler der DDR, wurde mit dem Banner der Arbeit geehrt und hatte in der DDR und im Ausland eine bedeutende Zahl von Einzelausstellungen und Ausstellungsbeteiligungen, u. a. von 1972 bis 1988 auf der VII. bis X. Kunstausstellung der DDR in Dresden. Sie schuf Gobelins u. a. für repräsentative öffentliche Gebäude in Berlin, so Familie und Natur (1,60 × 3,20 m) für das Spreerestaurant des Palasts der Republik.
Marielies Riebesel betrieb die seltene Kunst der Gobelinweberei. Ihre Arbeiten auf Papier zeigen ebenfalls Assoziationen zum Gewebe.
Zitat Rüdiger Giebler (2009):
„Verwobenes Denken – in Marielies Riebesels Graphik geht der Weg vom Entwurf zur Weberei und wieder zurück – die mit aquarellierter Coloristik unterlegten Linearzeichnungen verlieren nichts an Leichtigkeit der Übertragung in den Gobelin – und dabei werden die Kartons über die Jahre hinweg zu selbständigen Kunstwerken.“
In der Gestaltung der Zeichnungen und Kartons werden Räume für die dargestellten Körperlandschaften gelassen, im Gobelin setzt sie diese Zeichnungen der textilen Anforderung gemäß um.
Sie arbeitet in der Tradition der Gobelingestaltung und geht dabei mit jeder neuen Arbeit einen Weg in zeitgenössische Darstellungen.
Zitat Rüdiger Giebler (2009):
„Marielies Riebesel liebt Zwischenräume, damit schafft sie Platz im Gewebe der Erinnerung. Die Abstände braucht sie um auch Kleines mit ungeteilter Aufmerksamkeit zu bedenken. Egal, ob es sich um Kommunalhistorie oder Biographisches handelt, was groß und wichtig erscheint wird ausgebreitet wie zufällig Angespültes, Muscheln, Hölzer, Knochen, Scherben am Strand. So wird das Material der Erinnerung im Gewebe konserviert, das Wesen der Dinge mit dem des Teppichs zur Deckung gebracht.“
Marielies Riebesel bekam 2006 einen Auftrag, einen Gobelin zur 1200-Jahr-Feier zur Halleschen Stadtgeschichte zu gestalten.
Ihre Arbeit erstreckte sich neben der eigentlichen künstlerischen Arbeit auch auf Restaurierungen und Theaterausstattungen.
In ihrer Familie gibt es in der nächsten Generation weitere Künstler, so ihre Tochter, die Schauspielerin Bettina Riebesel und deren Mann, der Schauspieler Jörg Dathe und ihre Nichte, die Glaskünstlerin Annegrete Riebesel.
Sie führte einige Studienreisen durch, so 1979 nach Lausanne, 1985 nach Mittelasien, 1994 nach Polen, 1996 nach Italien, 1998 nach Paris und 2006 in die Schweiz.

## Ausstellungen

### Einzelausstellungen
- 1981 Galerie Roter Turm Halle (Saale)
- 1985 Galerie Oben Chemnitz
- 1994 Galerie Marktschlösschen Halle (Saale)
- 1996 Galerie Himmelreich Magdeburg
- 1999 Zeitkunstgalerie Halle (Saale)
- 2005 Galerie Marktschlösschen Halle (Saale)
- 2009 Galerie Kunst im Keller Halle (Saale)
- 2014 Galerie Nord Halle
- 2016 Kunststiftung Sachsen-Anhalt (Retrospektive)

### Beteiligungen (Auswahl)
- 1985 Textil 85, Kunsthalle Weimar
- 1986 4. Quadriennale Erfurt
- 1993 Configura Erfurt, Kunstlandschaften, Galerie am Fischmarkt
- 1993 Kunst und Form, Hannover
- 1993 Kunst und Form, Staatliches Museum Schwerin
- 2001 Textile Art Quilt, Kleinsassen bei Fulda
- 2002 Meister der Moderne, München
- 2010 IDEE DING BILD ERDE, Forum Gestaltung Magdeburg
- 2016 Gewebte Träume, Kunstmuseum Moritzburg, Halle (Saale)

### Arbeiten in öffentlichem Besitz
- 2006 Stadthaus Halle (Saale), Gobelin zur Stadtgeschichte
- 1991–92 Institut für Rechtsmedizin Würzburg, Gobelin „Überwindung von Gewalt“
- 1989–90 Südfriedhof Magdeburg, Gobelin „Werden und Vergehen“
- Staatliche Museen zu Berlin, Kunstgewerbemuseum
- Grassimuseum Leipzig
- Kunstmuseum Moritzburg, Halle (Saale)